# Lawson (zespół muzyczny)
Lawson – brytyjska męska grupa muzyczna.

## Historia
Perkusista Adam Pitts po ukończeniu Brighton Bimm Institute of Modern Music rozpoczął poszukiwania wokalisty. Skontaktował się z piosenkarzem Andym Brownem, który wraz z Maxem George’em był jednym z założycieli boysbandu Avenue. Ponad trzy miesiące później postanowili założyć zespół. Brown przedstawił Pittsowi basistę Ryana Fletchera, którego poznał kilka lat wcześniej na Akademii Muzyki Współczesnej. Następnie do grupy dołączył gitarzysta Joel Peat. Zespół został nazwany Grove lecz po dyskusji, w której Brown opowiedział swoją historię o niewielkiej bliźnie pooperacyjnej za prawym uchem i utratą słuchu w tym samym uchu, zmieniono nazwę na Lawson. Nazwa ta pochodzi od nazwiska chirurga, który operował nowotwór u osiemnastoletniego Browna. Następnego dnia, Pitts naszkicował logo nowej grupy na kopercie.
Na początku 2010 zespół rozpoczął nagrywanie materiału na płytę, a utwór z ich debiutanckiego singla When She Was Mine, stał się jednym z najwyżej ocenianych utworów na portalu YouTube w ciągu tygodnia. Wkrótce zespół zaczął grać koncerty w całej Wielkiej Brytanii, w tym podczas Wireless Festival i Ultrasound Festival. Jeszcze przed wydaniem pierwszego albumu grupa supportowała zespołowi The Wanted, a następnie także Avril Lavigne, Willowi Youngowi, The Saturdays i Westlife.
22 października 2012 grupa wydała swój debiutancki album Chapman Square. Singlami promującymi płytę były: When She Was Mine, mający swoją premierę 27 maja tego samego roku, Taking Over Me wydany 5 sierpnia, który osiągnął trzecią pozycję na liście przebojów UK Singles Chart, Standing In The Dark wydany 14 października 2012 oraz Learn to Love Again wydany 3 lutego 2013.
21 października 2013 roku wydano reedycję albumu, na której znalazły się dwa kolejne single: Brokenhearted, nagrany 7 lipca 2013 w duecie z raperem B.o.B oraz Juliet wydany 11 października tego samego roku.

## Skład
- Andy Brown (właściwie Andy Christopher Brown ur. 8 maja 1987 roku w Liverpoolu) – śpiew, gitara akustyczna

- Joel Peat (ur. 27 czerwca 1990 roku w Sutton) – gitara, chórki
- Ryan Fletcher (ur. 9 stycznia 1990 roku w Chesterfield) – gitara basowa, chórki.
- Adam Pitts (ur. 24 grudnia 1990 roku w Brighton)  – perkusja

## Dyskografia

### Albumy
| Rok  | Tytuł albumu   | Pozycje na listach | Pozycje na listach |
| Rok  | Tytuł albumu   | GBR                | IRE                |
| ---- | -------------- | ------------------ | ------------------ |
| 2012 | Chapman Square | 4                  | 23                 |
| 2016 | Perspective    | 23                 | –                  |

### EP
| Rok  | Tytuł albumu | Pozycje na listach | Pozycje na listach |
| Rok  | Tytuł albumu | GBR                | IRE                |
| ---- | ------------ | ------------------ | ------------------ |
| 2015 | Lawson       | –                  | –                  |

### Single
| Rok  | Singel                   | Pozycje na listach | Pozycje na listach | Pozycje na listach | Pozycje na listach | Album                       |
| Rok  | Singel                   | GRB                | IRE                | POL                | SCO                | Album                       |
| ---- | ------------------------ | ------------------ | ------------------ | ------------------ | ------------------ | --------------------------- |
| 2012 | When She Was Mine        | 4                  | 46                 | –-                 | 4                  | Chapman Square (+ reedycja) |
| 2012 | Taking Over Me           | 3                  | 32                 | –                  | 3                  | Chapman Square (+ reedycja) |
| 2012 | Standing in the Dark     | 6                  | 50                 | -                  | -                  | Chapman Square (+ reedycja) |
| 2013 | Learn to Love Again      | 13                 | 50                 | –                  | 11                 | Chapman Square (+ reedycja) |
| 2013 | Brokenhearted(ft. B.o.B) | 6                  | 12                 | –                  | 5                  | Chapman Square (+ reedycja) |
| 2013 | Juliet                   | 3                  | 32                 | 3                  | 3                  | Chapman Square (+ reedycja) |
| 2015 | Roads                    | 11                 | –                  | –                  | 4                  | Lawson                      |
| 2016 | Money                    | –                  | –                  | –                  | –                  | Perspective                 |
| 2016 | Where My Love Goes       | –                  | –                  | –                  | 92                 | Perspective                 |